# شهرستان مسیب
شهرستان مسیب (به عربی: قضاء المسیب) یک شهرستان در عراق است که در استان بابل واقع شده‌است.
شهر مسیب مرکز این شهرستان به شمار می‌رود.